# Giordano da Pisa
Beato Giordano (Pisa, 1260 – Piacenza, 19 agosto 1311) è stato un religioso italiano.

## Biografia

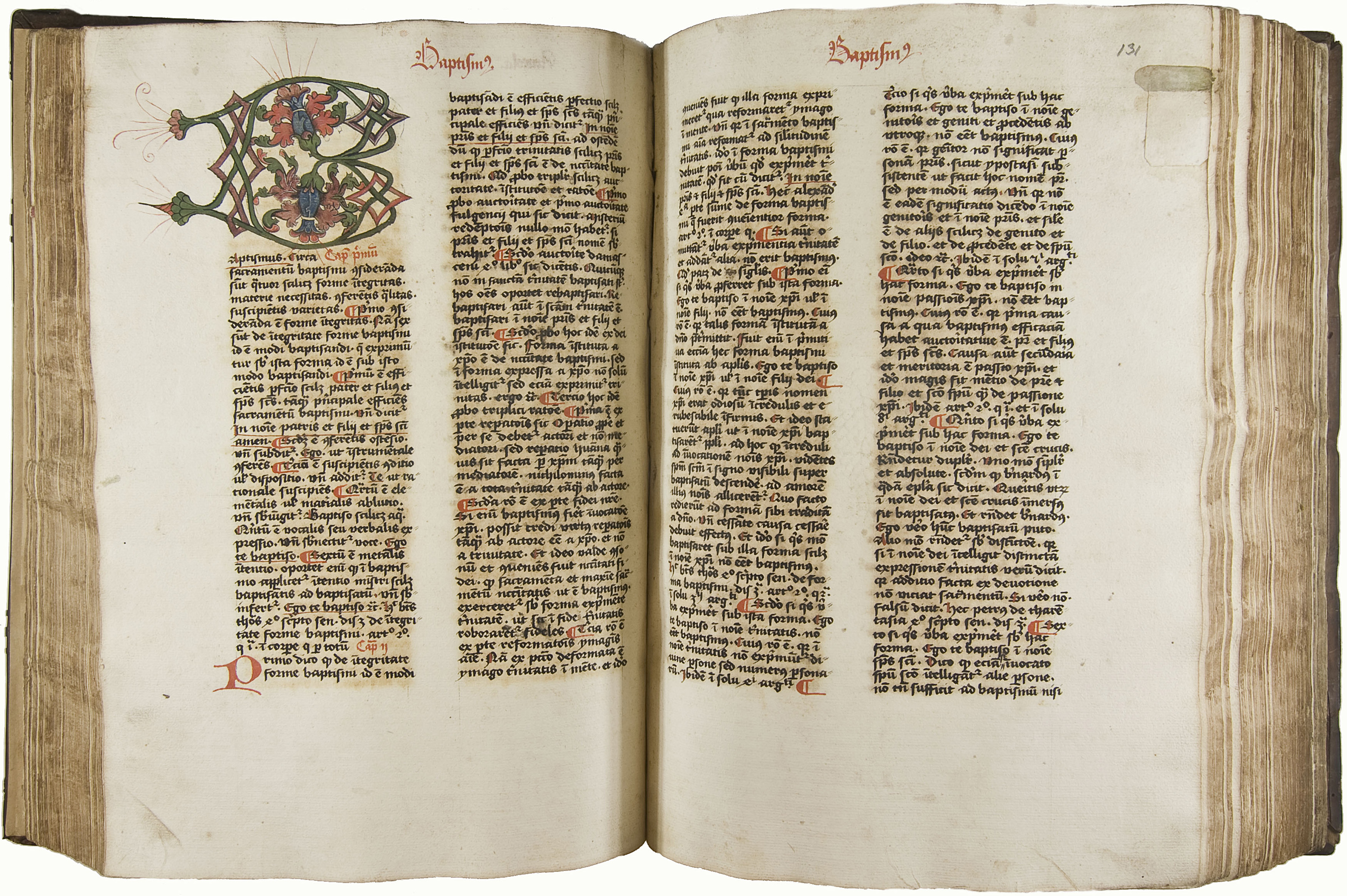
Giordano da Pisa, Pantheologia (ca. 1300)

Talvolta è conosciuto con il nome di Giordano da Rivalta o Rivalto, o dal nome della famiglia o molto più probabilmente dal paese di Rivalto, piccola frazione del comune di Chianni, in provincia di Pisa, nelle Colline Pisane, in Valdera.
Entrò a vent'anni nell'Ordine dei frati predicatori e studiò teologia dapprima a Pisa, poi a Bologna, e infine a Parigi.
Ritornato in Italia, insegnò teologia nello Studio domenicano di Pisa, a partire dal 1287; nel 1289 fu maestro a Perugia, nel 1295 a Viterbo, per poi recarsi nel 1301 al capitolo generale dell'Ordine a Colonia.
Dal 1303 fino almeno al 1306 continuò a insegnare, questa volta a Firenze, dove predicò nella Chiesa di Santa Maria Novella. Famoso è infatti il Quaresimale Fiorentino, un ciclo di prediche che egli pronunciò nel duomo fiorentino fra il 1303 e il 1305. Nominato poi predicatore generale, insegnò eloquenza, sebbene talvolta ritornasse per brevissimo tempo alla scuola per supplire alle assenze di fra Remigio Girolami. Nel 1307 si dedica di nuovo all'insegnamento, questa volta della Bibbia, e ancora a Pisa; nel 1311 fu inviato a Parigi presso la Sorbona, ma morì durante il viaggio, a Piacenza, il 19 agosto del 1311.
Venne sepolto nella chiesa di Santa Caterina a Pisa, il 25 settembre 2010 il suo corpo è stato trasferito nella chiesa di San Giuseppe.

## Culto
Papa Gregorio XVI ne approvò il culto il 23 agosto 1833: Giordano fu poi beatificato nel 1838.
Il suo elogio si legge nel Martirologio romano al 19 agosto:

## Testi di Giordano da Pisa ed edizioni
- GIORDANO DA PISA, Quaresimale fiorentino (1305-1306), ed. critica a cura di Carlo Delcorno, Firenze, Sansoni, 1974.
- Giordano da Pisa, Esempi, a cura di G. Baldassarri, in Racconti esemplari di predicatori del Due e Trecento, a cura di G. Varanini e G. Baldassarri, II, Roma, Salerno Editrice, 1993.